# Neutronowa analiza aktywacyjna
Neutronowa analiza aktywacyjna (NAA; ang. Neutron activation analysis) – technika polegająca na wywołaniu sztucznej promieniotwórczości oznaczanych składników poprzez napromieniowanie próbki strumieniem neutronów, a następnie ich oznaczeniu przez pomiar charakterystycznego promieniowania jądrowego emitowanego przez radionuklidy.
Podstawą oznaczenia są pomiary porównawcze względem wzorca, który był napromieniowany jednocześnie z analizowaną próbką. Można też zastosować technikę dodatku wzorca.
Proces wychwytywania neutronów polega na nieelastycznym zderzeniu neutronu z jądrem, w wyniku czego jądro przechodzi w stan wzbudzony, po czym niemal natychmiast emituje charakterystyczne szybkie promieniowanie gamma, samemu przechodząc w formę bardziej stabilną. W wielu przypadkach formą tą jest radionuklid, który także oddaje energię poprzez emisję opóźnionego promieniowania gamma. Dzieje się to w tempie znacznie wolniejszym, zależnym od czasu półtrwania radionuklidu.

## Rodzaje NAA
- Neutronowa analiza aktywacyjna z zastosowaniem neutronów epitermicznych (ENNA) - technika ta wykorzystuje przemianę jądrową, zachodzącą pod wpływem neutronów o energii od 0,5 eV do 0,5 MeV (neutrony epitermiczne). W wyniku zderzenia neutronu z jądrem tworzy się układ w stanie wzbudzonym, który wracając do stanu podstawowego, emituje fotony γ promieniowania elektromagnetycznego.
- Neutronowa analiza aktywacyjna z zastosowaniem neutronów epitermicznych w połączeniu ze spektrometrem tłumiącym kontinuum Comptona - zastosowanie spektrometru tłumiącego kontinuum Comptona wraz z ENAA umożliwia obniżenie aktywności tła, a co za tym idzie, obniżenie granicy wykrywalności.
- Neutronowa analiza aktywacyjna z zastosowaniem neutronów prędkich (FNNA - fast neutron activation analysis)
- Neutronowa analiza aktywacyjna z wykorzystaniem szybkiego promieniowania gamma (PGNAA - prompt gamma-ray neutron activation analysis) - pomiar odbywa się w trakcie napromieniowywania analizowanej próbki.
- Neutronowa analiza aktywacyjna z wykorzystaniem opóźnionego promieniowania gamma (DGNAA - delayed gamma-ray neutron activation analysis) - zwany jest też konwencjonalną NAA. Pomiar odbywa się jakiś czas po zakończeniu napromieniowywania.